# Africada no sibilante alveolar sonora
La africada no sibilante alveolar sonora es un sonido consonántico usado en algunos idiomas hablados, su símbolo en el alfabeto fonético internacional es /d͡ð̠/ aunque se puede omitir la barra quedando así /dð̠/, o también se puede usar /d͡ɹ̝/ o sin la barra /dɹ̝/

## Características
- Su modo de articulación es africada. , lo que significa que se produce primero deteniendo el flujo de aire por completo y luego permitiendo que el aire fluya a través de un canal estrecho en el lugar de la articulación, lo que provoca turbulencia.

- Su punto de articulación es alveolar , lo que significa que se articula con la punta o la hoja de la lengua en la cresta alveolar , denominada respectivamente apical y laminal .

- Su fonación es sonora, lo que significa que las cuerdas vocales vibran durante la articulación.

- es una consonante oral , lo que significa que el aire solo puede escapar por la boca.

- Es una consonante central , lo que significa que se produce al dirigir la corriente de aire a lo largo del centro de la lengua, en lugar de hacia los lados.

- El mecanismo de la corriente de aire es pulmonar , lo que significa que se articula empujando el aire únicamente con los músculos intercostales y el diafragma , como en la mayoría de los sonidos.

## Ocurre en
| Idioma     | Idioma                       | Palabra               | AFI                   | Significado           | Notas |
| ---------- | ---------------------------- | --------------------- | --------------------- | --------------------- | --- |
| Neerlandés | Dialecto Orsmaal-Gussenhoven | [ ejemplo requerido ] | [ ejemplo requerido ] | [ ejemplo requerido ] | una posible realización en la palabra final, non-pre-pausal /r/.                                                      |
| inglés     | Inglés americano general     | dream                 | [d͡ɹ̝ʷɪi̯m]              | 'sueño'               | Realización fonética de la secuencia inicial de sílaba acentuada /dr/; más comúnmente postalveolar d̠͡ɹ̠˔.               |
| inglés     | Received Pronunciation       | dream                 | [d͡ɹ̝ʷɪi̯m]              | 'sueño'               | Realización fonética de la secuencia inicial de sílaba acentuada /dr/; más comúnmente postalveolar d̠͡ɹ̠˔.               |
| Italiano   | Sicilia                      | Adriatico             | [äd͡ɹ̝iˈäːt̪iko]         | 'el Mar Adriático'    | Apical. Es una realización regional de la secuencia /dr/, y puede realizarse como la secuencia /d/ o /ɹ̝/ en su lugar. |